# Напёрсток

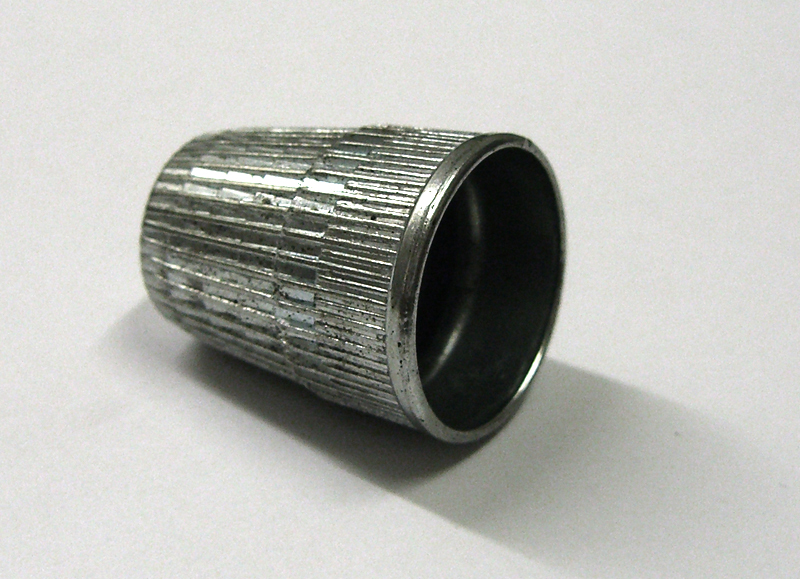
Напёрсток

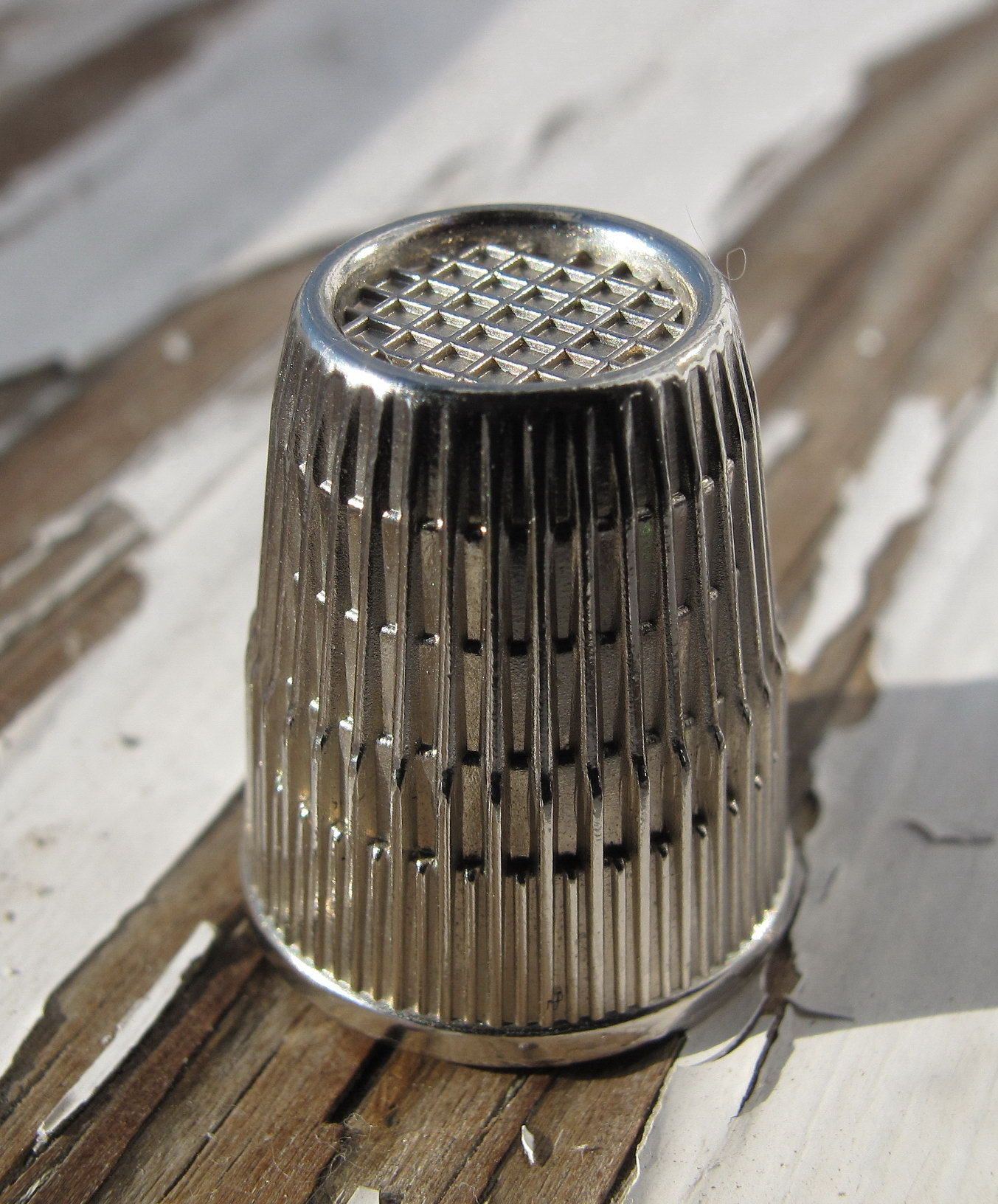
Напёрсток

Напёрсток — колпачок, который надевается на палец для защиты от укола иголкой при шитье на руках и для проталкивания иглы сквозь плотный материал. Напёрстками начали пользоваться в древние времена (свыше двух тысяч лет назад в Китае и Египте). С появлением швейной машинки напёрстки стали менее популярны.

## Этимология слова
Из общеслав. конструкции на + перст (то есть «на палец»); так образованы: русск. напёрсток, белор. напарстак, укр. наперсток, болг. напръстник, польск. naparstek, чешск. náprstek и др.

## История
Древнейшие сохранившиеся напёрстки сделаны из золота, бронзы и серебра. Напёрстки были не только предметом труда, но и украшением с картинками и орнаментом.
Промышленное производство началось в XIX веке. В 1824 году был зарегистрирован патент на фабричное изготовление напёрстков. На фабричных напёрстках гравировалось название изготовителя.

## Легенда
Согласно средневековой легенде, жил один работящий портной, который часто прокалывал палец иглой. Однажды вечером он вышел в сад перед своим домом. Там росли колокольчики. Вдруг он увидел гномов, которые срывали колокольчики и уносили их в своё хозяйство. Удивившись
увиденному, портной пошел спать. Утром он заглянул в сад и увидел, что колокольчики целы и невредимы. На следующий вечер он проследил за гномами и увидел, где они живут. Как оказалось, гномы обитали в подземном царстве. В этом подземелье за столом сидели эльфы, которые шили для гномов одежду, и у всех на пальцы были надеты колокольчики. Портной подумал, что эта идея будет полезна и для его работы, он создал что то похожее и назвал это напёрстком.
Жил в XVII веке в Амстердаме мастер-ювелир Николай Бентотен. Он был влюблён в Аниту — дочь мрачного и известного своею скупостью соседа ван Ранема. С иголкой в руках Анита целыми днями сидела над пяльцами. Иголки больно кололи пальцы усталой девушки. И вот в дом к Аните принесли маленькую золотую шапочку с какими-то непонятными знаками. При ней было послание, написанное по правилам тогдашнего хорошего тона: «Уважаемую госпожу прошу принять в подарок это мое изобретение, чтобы оно защищало от уколов прекрасные и трудолюбивые пальцы». И подпись: Николай Бентотен.